# Kyteman

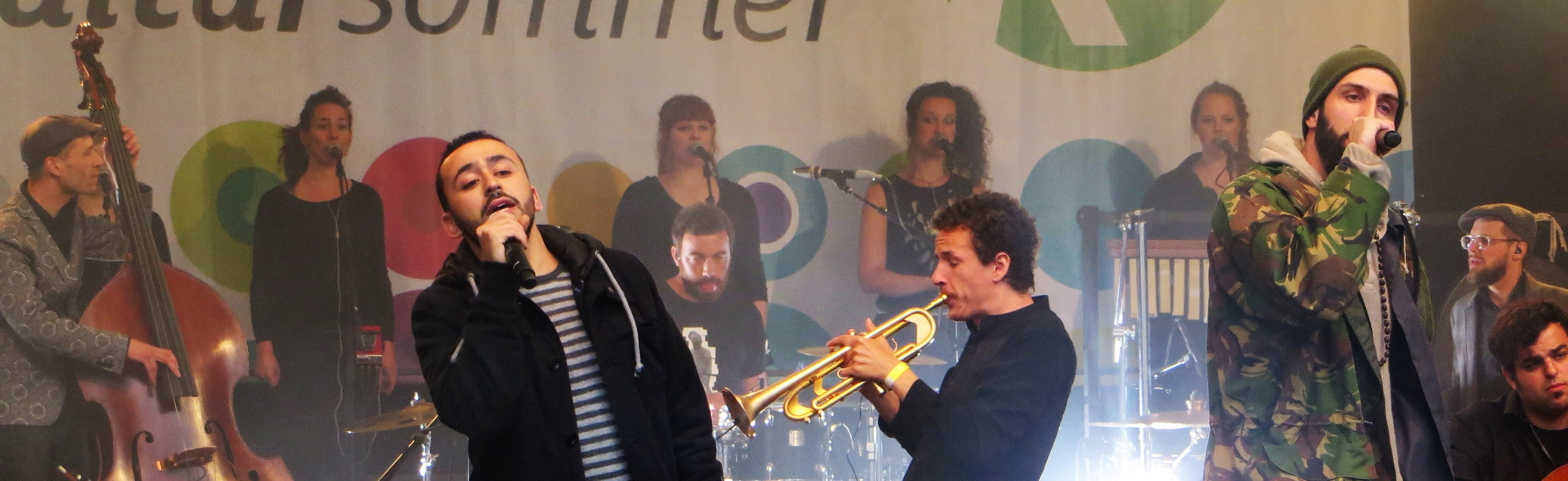
The Kyteman Orchestra 2013

Kyteman ist der Künstlername des niederländischen Musikers Colin Benders (* 5. Dezember 1986 in Utrecht), der vor allem in seinem Heimatland Erfolge im Hip-Hop-Genre verzeichnet. Sein 2009 erschienenes Debüt-Album The Hermit Sessions wurde von ihm komponiert und produziert, darüber hinaus spielte er sämtliche Instrumente selbst ein.
Um dieses Werk auch auf der Bühne präsentieren zu können, gründete er 2009 als Projekt Kyteman's Hip-hop Orchestra, das bald wieder zugunsten seines Produktionsunternehmens Kytopia aufgelöst wurde. 2011 stellte Kyteman das Orchester unter dem Namen The Kyteman Orchestra neu zusammen. Es bestand zeitweise aus 18 Musikern, Rappern, Opernsängern und einem Chor.

## Musikalische Einflüsse und Werdegang
Als Dreijähriger erhielt Colin Benders seine erste Trompete, ein Geschenk seines Onkels Jacky Terrasson, der als Jazzpianist bekannt geworden ist. Terrasson nahm seinen Neffen mit zum North Sea Jazz Festival, was sich auf die Karriere von Kyteman auswirken sollte.
Schon früh wechselte Benders von einer normalen Grundschule in die Kathedrale Koorschool in Utrecht, wo die Hälfte der Unterrichtsstunden auf die Fächer Musik und Chorsingen entfallen. Dort lernte Benders klassische Trompete zu spielen, daneben hatten Jazz und klassischer Gesang Einfluss auf seine musikalische Entwicklung. Anschließend ging Benders auf die School voor Jong Talent in Den Haag, die zum dortigen Konservatorium gehört. Dort wurde ebenso vor allem Klassik, aber auch Musiktheorie vermittelt. Zu der Zeit begann Benders, knapp zwölf Jahre alt, bei der Utrechter Formation Six of Your Best Friends mitzuwirken. Dabei stellte er fest, dass ihn auch andere Stilrichtungen als Klassik und Jazz interessierten.
Mit 16 wurde Benders von Pete Philly als Trompeter engagiert und trat mit diesem gemeinsam beim Grote Prijs van Nederland 2002 in Amsterdam auf, dabei gewann Philly den Preis als Beste Muzikant im Genre Hip-Hop. Anschließend stieg er bei der Hip-Hop-Band Relax aus Haarlem ein. Die Schule verließ Benders ohne Abschluss: Nach eigener Aussage fragte er sich bei allen Fächern, ob sie für seine Musik wichtig wären, und warum er sich dann damit beschäftigen sollte, wenn dies nicht der Fall wäre.
Noch während seiner Zeit bei Relax begann Benders mit den Vorbereitungen für sein erstes Album The Hermit Sessions, für das er insgesamt zwei Jahre benötigte. Großen Einfluss dabei hatten die schmerzhaften Erfahrungen mit einer gescheiterten Beziehung, die Benders auf diese Weise verarbeitete. Vorab veröffentlichte er drei Titel als EP (The Kyteman-EP, 2008). Sein Debütalbum kam 2009 unter die ersten Fünf der niederländischen Charts, wurde mit Platin ausgezeichnet und hielt sich zwei Jahre in den Album-Charts der Niederlande.
Gemeinsam mit dem niederländischen Jazztrompeter Eric Vloeimans brachte Benders 2011 ein weiteres Album heraus, diesmal unter dem Projektnamen Kytecrash auf seinem eigenen Label Kytopia.

## VonKyteman’s Hip-hop OrchestrazuThe Kyteman Orchestra
Auf seinem Debüt-Album hatte Colin Benders alle Instrumente selbst eingespielt. Zunächst dachte er auch nicht daran, mit The Hermit Sessions auf die Bühne zu gehen, da die Umsetzung als zu schwierig und zu teuer erschien. Doch dann lockte ihn die Herausforderung: 15 Orchestermusiker und einige Rapper, die auch auf dem Album mitwirkten, wurden speziell für die Live-Auftritte zusammengestellt.
Bei verschiedenen Festivals löste er zusammen mit Kyteman’s Hip-hop Orchestra große Begeisterung aus und gewann den Popprijs 2009 auf dem Noorderslag-Festival in Groningen. Trotz des Erfolges entschied sich Benders gegen weitere Auftritte und löste das Orchester wieder auf, um sich als Nächstes allein mit der Gründung eines eigenen Studios zu beschäftigen.
Doch Ende 2010 begann Benders erneut eine Zusammenarbeit mit den ehemaligen Mitgliedern des Orchesters, welches er um einige Musiker, Opernsänger, vier Rapper und einen Chor erweiterte. Nach der Reunion des jetzt in The Kyteman Orchestra umbenannten Ensembles erschien im März 2012 in den Niederlanden das gleichnamige Album, von dem der Titel The Mushroom Cloud als Single auch für Deutschland ausgekoppelt wurde. Dieses Album wurde von Benders auf Island komponiert und dort analog aufgenommen. Laut Benders ist es eine „Zeitreise dreißig Jahre zurück“, in der diesmal überwiegend an der Klassik orientierten Musik finden sich Stilelemente des Hip-Hop, Jazz, Drum & Bass und Elektro-Pop. Ulrike Reichel schrieb im tip dazu, das Album klänge „in etwa so, als vertone Tom Waits ein verschollenes Musical von Pink Floyd“.

## Modular Synthesizer
Colin Benders beschäftigt sich ebenfalls mit Modularen Synthesizern. Nach eigenen Angaben reduzierte er um 2012 zunehmend sein Engagement im The Kyteman Orchestra zugunsten der von ihm für sich entdeckten elektronischen Instrumente. Er veröffentlicht seitdem Online-Sessions, während des Corona-Lockdown 2020 teilweise täglich Live-Streams.

## Auszeichnungen
2009: Zilveren Harp; niederländischer Musikpreis